# Віктор Брандт
Віктор Брандт (швед. Viktor Brandt) — шведський біатлоніст, чемпіон світу. 

## Результати
Джерелом усіх результатів є сайт  Міжнародного союзу біатлоністів.

### Чемпіонати світу
1 медаль (золото)
| Чемпіонат        | Індивідуалка | Спринт | Персьют | Масстарт | Естафета | Змішана естафета | Одиночна змішана естафета |
| ---------------- | ------------ | ------ | ------- | -------- | -------- | ---------------- | ------------------------- |
| Нове Место 2024  | —            | 24     | 33      | —        | Золото   | —                | —                         |
| Ленцергайде 2025 | 42           | 60     | 51      | —        | 4        | —                | —                         |

### Кубок світу
| Сезон   | Загальний залік | Загальний залік | Індивідуалка   | Індивідуалка   | Спринт         | Спринт         | Персьют        | Персьют        | Мас-старт      | Мас-старт      |
| Сезон   | Очки            | Місце           | Очки           | Місце          | Очки           | Місце          | Очки           | Місце          | Очки           | Місце          |
| ------- | --------------- | --------------- | -------------- | -------------- | -------------- | -------------- | -------------- | -------------- | -------------- | -------------- |
| 2022–23 | Не набрав очок  | Не набрав очок  | Не набрав очок | Не набрав очок | Не набрав очок | Не набрав очок | Не набрав очок | Не набрав очок | Не набрав очок | Не набрав очок |
| 2023–24 | 32              | 62              | 26             | 35             | 4              | 68             | 2              | 78             | —              | —              |

#### Подіуми в естафетах
| № | Сезон   | Дата           | Етап        | Рівень          | Гонка    | Місце | Партнери                       |
| - | ------- | -------------- | ----------- | --------------- | -------- | ----- | ------------------------------ |
| 1 | 2023–24 | 17 лютого 2024 | Нове Место  | Чемпіонат світу | Естафета | 1     | Нелін, Понсілуома, Самуельссон |
| 2 | 2024–25 | 1 грудня 2024  | Контіолагті | Кубок світу     | Естафета | 3     | Нелін, Понсілуома, Самуельссон |
| 3 | 2024–25 | 15 грудня 2024 | Гохфільцен  | Кубок світу     | Естафета | 3     | Нелін, Понсілуома, Самуельссон |
| 4 | 2024–25 | 17 січня 2025  | Рупольдінг  | Кубок світу     | Естафета | 2     | Нелін, Понсілуома, Самуельссон |

### Молодіжні та юніорські чемпіонати світу
| Рік                 | Вік | Індивідуалка | Спринт | Персьют | Естафета |
| ------------------- | --- | ------------ | ------ | ------- | -------- |
| Брезно-Осрбліє 2017 | 17  | 73           | 70     | —       | 16       |
| Отепя 2018          | 18  | 52           | 66     | —       | 13       |
| Брезно-Осрбліє 2019 | 19  | 78           | 52     | 54      | 14       |
| Ленцергайде 2020    | 20  | 93           | DNF    | —       | —        |
| Обертілліях 2021    | 21  | 40           | 26     | 48      | 9        |